# Robert Carlyle
Robert Carlyle OBE (Glasgow, 1961. április 14. –) BAFTA-díjas, Primetime Emmy-díjra jelölt skót színész.

## Élete és pályafutása
21 éves korában döntette el, hogy a színészi pályát fogja választani, egy Arthur Miller drámának köszönhetően. 30 évesen egy glasgow-i színtársulatot is alapított.
Filmes pályafutása 1990-ben kezdődött, amikor Ken Loach főszerepet osztott rá a Lim-lom című szociodrámában. Az igazi áttörés viszont 1996-ban jött el Carlyle számára, amikor Ewan McGregor és  Jonny Lee Miller oldalán játszhatott a ma már kultuszfilmnek számító Trainspottingban.
1997-ben Carlyle újabb zajos sikerű produkcióban, az Alul semmi című vígjáték-drámában szerepelt. Alakításával egyebek mellett egy BAFTA-díjat is nyert. 1999-ben két kosztümös filmben is feltűnt: a Doktor Zsiványokban a  Trainspotting után ismét Jonny Lee Miller volt a társa, majd jött a horrorisztikus Farkaséhség , amiben Guy Pearce életét keserítette meg. Carlyle annyira hitelesen formálta meg a negatív karakterét, hogy Michael Apted ráosztotta az ügyeletes rosszfiú szerepet A világ nem elég (1999) című James Bond-filmjében.
2000-ben egy rövid jelenetben A part című filmben is feltűnt,  Leonardo DiCaprio mellett. 2001-ben a Soha többé háborút című, valós történeten alapuló háborús moziban egy japán hadifogolytáborba került kőkemény brit őrnagyot formált meg. 2004-ben rövid szerepet kapott a  Döglött halcímű fekete komédiában. 2006-ban újabb negatív karaktert alakíthatott az Eragon című fantasyfilmben, melyben egy gonosz mágust keltett életre, a film azonban csúnyán megbukott. 2007-ben a 28 héttel később című horrorfilmben játszott főszerepet. 2009-ben a Stargate Universe televíziós sorozatban ő kapta Dr. Nicholas Rush, a különc, de zseniális tudós szerepét, akit 2011-ig alakított. 2010-ben egy epizód megrendezését is elvállalta.
2011-ben az ABC elindította Egyszer volt, hol nem volt című sorozatát. Carlyle a negatív főszereplő Zörgő fürge / Rumplestiltskin / Mr. Gold szerepét játszhatta el benne. 2015-ben debütált filmrendezőként a The Legend of Barney Thomson című bűnügyi vígjátékkal, amelyben színészként címszerepben is feltűnik.
2017-ben a T2 Trainspotting című filmmel, a Trainspotting folytatásával tért vissza a mozivászonra.

## Filmográfia

### Film
| Év             | Cím                                 | Eredeti cím                                          | Szerep                                | Magyar hang          |
| -------------- | ----------------------------------- | ---------------------------------------------------- | ------------------------------------- | -------------------- |
| 1990           |                                     | Silent Scream                                        | Big Woodsy                            |                      |
| 1990           | Lim-lom                             | Riff-Raff                                            | Steve                                 | Rudolf Péter         |
| 1993           |                                     |                                                      |                                       |                      |
| Ember a talpán | Being Human                         | Sámán                                                | eredeti nyelven                       |                      |
| 1994           | Pap                                 | Priest                                               | Graham                                |                      |
| 1994           |                                     | Marooned (rövidfilm)                                 | Peter                                 |                      |
| 1996           | Trainspotting                       | Trainspotting                                        | Francis "Franco" Begbie               | Földi Tamás          |
| 1996           | Carla dala                          | Carla's Song                                         | George Lennox                         |                      |
| 1997           | Alul semmi                          | The Full Monty                                       | Gary "Gaz" Schofield                  | Stohl András         |
| 1997           | Veszettek                           | Face                                                 | Ray                                   |                      |
| 1999           | Doktor zsiványok                    | Plunkett & Macleane                                  | Will Plunkett                         | Stohl András         |
| 1999           | Doktor zsiványok                    | Plunkett & Macleane                                  | Will Plunkett                         | Csík Csaba Krisztián |
| 1999           | Farkaséhség                         | Ravenous                                             | Ives ezredes / F.W. Colqhoun          | Selmeczi Roland      |
| 1999           | A világ nem elég                    | The World Is Not Enough                              | Renard                                | Epres Attila         |
| 1999           | Angyal a lépcsőn                    | Angela's Ashes                                       | Malachy McCourt                       | Mihályi Győző        |
| 2000           | A part                              | The Beach                                            | Daffy                                 | Kálloy Molnár Péter  |
| 2000           | Csak egyetlen Jimmy Grimble létezik | There's Only One Jimmy Grimble                       | Eric Wirral                           |                      |
| 2001           | Soha többé háborút!                 | To End All Wars                                      | Ian Campbell őrnagy                   | Juhász György        |
| 2001           | A hetedik mennyország               | The 51st State                                       | Felix DeSouza                         | Epres Attila         |
| 2001           | A hetedik mennyország               | The 51st State                                       | Felix DeSouza                         | Kaszás Gergő         |
| 2001           | A hetedik mennyország               | The 51st State                                       | Felix DeSouza                         | Csík Csaba Krisztián |
| 2002           | Volt egyszer egy Közép-Anglia       | Once Upon a Time in the Midlands                     | Jimmy                                 |                      |
| 2002           | Fekete és fehér                     | Black and White                                      | David O'Sullivan                      | Csankó Zoltán        |
| 2004           | Döglött hal                         | Dead Fish                                            | Danny Devine                          | Epres Attila         |
| 2005           |                                     | The Mighty Celt                                      | O                                     |                      |
| 2005           | Szabad egy táncra?                  | Marilyn Hotchkiss' Ballroom Dancing and Charm School | Frank Keane                           | Karácsonyi Zoltán    |
| 2006           | Eragon                              | Eragon                                               | Durza                                 | László Zsolt         |
| 2007           | 28 héttel később                    | 28 Weeks Later                                       | Don Harris                            | Stohl András         |
| 2007           | Árvíz                               | Flood                                                | Robert Morrison                       | Epres Attila         |
| 2008           |                                     | Stone of Destiny                                     | John MacCormick                       |                      |
| 2008           | Nyár                                | Summer                                               | Shaun                                 | Schnell Ádám         |
| 2008           | Tudom, hogy tudod                   | I Know You Know                                      | Charlie                               |                      |
| 2009           | Bérgyilkosok viadala                | The Tournament                                       | Joseph MacAvoy atya                   | Epres Attila         |
| 2012           |                                     | California Solo                                      | Lachlan MacAldonich                   |                      |
| 2015           | The Legend of Barney Thomson        | The Legend of Barney Thomson                         | Barney Thomson                        | Stohl András         |
| 2017           | T2 Trainspotting                    | T2 Trainspotting                                     | Francis "Franco" Begbie / Begbie apja | Epres Attila         |
| 2019           | Yesterday                           | Yesterday                                            | John Lennon (stáblistán nem szerepel) | Benkő Péter          |
| 2022           |                                     | North of Normal                                      | Papa Dick                             |                      |
| 2023           |                                     | The Performance                                      | Fugler                                |                      |

### Televízió
| Év        | Magyar cím                       | Eredeti cím                         | Szerep                              | Megjegyzések                                             |
| --------- | -------------------------------- | ----------------------------------- | ----------------------------------- | -------------------------------------------------------- |
| 1990      | Taggart felügyelő                | Taggart                             | Gordon Inglis                       | 1 epizód                                                 |
| 1991      |                                  | The Bill                            | Tom Ward                            | 1 epizód                                                 |
| 1993      |                                  | Screenplay                          | Nosty                               | 1 epizód                                                 |
| 1994      |                                  | 99-1                                | Trevor Prescott rendőrnyomozó       | 1 epizód                                                 |
| 1994      |                                  | Cracker                             | Albie Kinsella                      | 3 epizód                                                 |
| 1995      |                                  | Go Now                              | Nick Cameron                        | tévéfilm                                                 |
| 1995–1998 |                                  | Hamish Macbeth                      | Hamish Macbeth                      | 20 epizód                                                |
| 1998      |                                  | Looking After Jo Jo                 | John Joe "Jo Jo" McCann             |                                                          |
| 2001      |                                  | Chewin' the Fat                     | önmaga                              | különkiadás                                              |
| 2003      | Hitler – A sátán felemelkedése   | Hitler: The Rise of Evil            | Adolf Hitler                        | minisorozat (2 epizód)                                   |
| 2004      | Puskapor, árulás és összeesküvés | Gunpowder, Treason & Plot           | I. Jakab angol király               | - tévéfilm - magyar hangja: - Kőszegi Ákos               |
| 2005      | Mit ér egy élet                  | Human Trafficking                   | Sergei Karpovich                    | - minisorozat (4 epizód) - magyar hangja: - Schnell Ádám |
| 2005      | Az iskolatárs                    | Class of '76                        | Tom Monroe detektívfelügyelő        | tévéfilm                                                 |
| 2006      |                                  | Born Equal                          | Robert                              | tévéfilm                                                 |
| 2008      | Az utolsó ellenség               | The Last Enemy                      | David Russell                       | 5 epizód                                                 |
| 2008      | 24 – A szabadulás                | 24: Redemption                      | Carl Benton                         | - tévéfilm - magyar hangja: - Háda János                 |
| 2009      | Hányattatott sors                | The Unloved                         | Lucy apja                           | tévéfilm                                                 |
| 2009      |                                  | The Man Who Walked Around the World | önmaga                              | Johnnie Walker reklám                                    |
| 2009      |                                  | Zig Zag Love                        | Jacko                               | tévéfilm                                                 |
| 2009–2011 | Stargate Universe                | Stargate Universe                   | Dr. Nicholas Rush                   | - 40 epizód - rendező (1 epizód)                         |
| 2011–2018 | Egyszer volt, hol nem volt       | Once Upon a Time                    | Rumplestiltskin / Mr. Gold / Weaver | 138 epizód                                               |
| 2019      | Világok harca                    | The War of the Worlds               | Ogilvy                              | 3 epizód                                                 |
| 2020–2023 | COBRA – A válságstáb             | Cobra                               | Robert Sutherland                   | - főszereplő - magyar hangja: - Schnell Ádám             |
| 2023      | Alul semmi                       | The Full Monty                      | Gary "Gaz" Schofield                | főszereplő                                               |

## Fontosabb díjak és jelölések
BAFTA-díj (1998)
- díj: Legjobb férfi főszereplő (Alul semmi)